# Jerzy S. Sito
Jerzy Stanisław Sito (ur. 8 listopada 1934 w Pińsku, zm. 4 stycznia 2011 w Warszawie) – polski poeta, tłumacz, głównie sztuk Szekspira, dyplomata. 

## Życiorys
Urodził się w Pińsku na Polesiu. Jego ojciec, Paweł Sito, został zamordowany w Katyniu, a rodzina zesłana w głąb Rosji. Do 1942 przebywał wraz z rodziną w Kazachstanie. Kolejnymi miejscami pobytu były Indie oraz Wielka Brytania. W Londynie uzyskał wykształcenie średnie, ukończył też studia inżynieryjne w Hammersmith School of Building, a także londyńską szkołę Arts of Crafts. Później rozpoczął pracę w biurze projektowym jako młodszy inżynier.
W 1954 nawiązał współpracę z polonijnym miesięcznikiem „Życie Akademickie”, gdzie opublikował swój debiutancki utwór Odloty. Należał do londyńskiej grupy poetyckiej Kontynenty. W 1959 powrócił do Polski i osiedlił się w stolicy. W latach 1961–1963 był stałym współpracownikiem tygodnika „Polityka” jako recenzent teatralny.
W latach 1963–1989 pracował jako kierownik literacki teatrów: im. S. Żeromskiego w Kielcach, Klasycznego, Powszechnego, Narodowego i Ateneum w Warszawie. W 1967 został członkiem Polskiego PEN Clubu. Przetłumaczył jedenaście dramatów Williama Shakespeare’a: Juliusza Cezara (1967), Hamleta (1968), Ryszarda III (1971), Poskromienie złośnicy (1972), Makbeta (1972), Romea i Julię (1975), Burzę (1976), Koriolana (1979), Otella (1985), Wieczór Trzech Króli (2002) i Króla Leara (2004). Tłumaczenia te były często wystawiane na wiele lat przed publikacją. Jego nowatorska strategia przekładu i eseistyka wywarły znaczący wpływ na powojenną recepcję Shakespeare'a. W 1968 r. za przekłady z języka angielskiego otrzymał Nagrodę im. Mariana Kistera, przyznawaną przez „Rój”. Pełnił liczne funkcje w Związku Literatów Polskich. Członek rady programowej warszawskiego Klubu Inteligencji Katolickiej. 

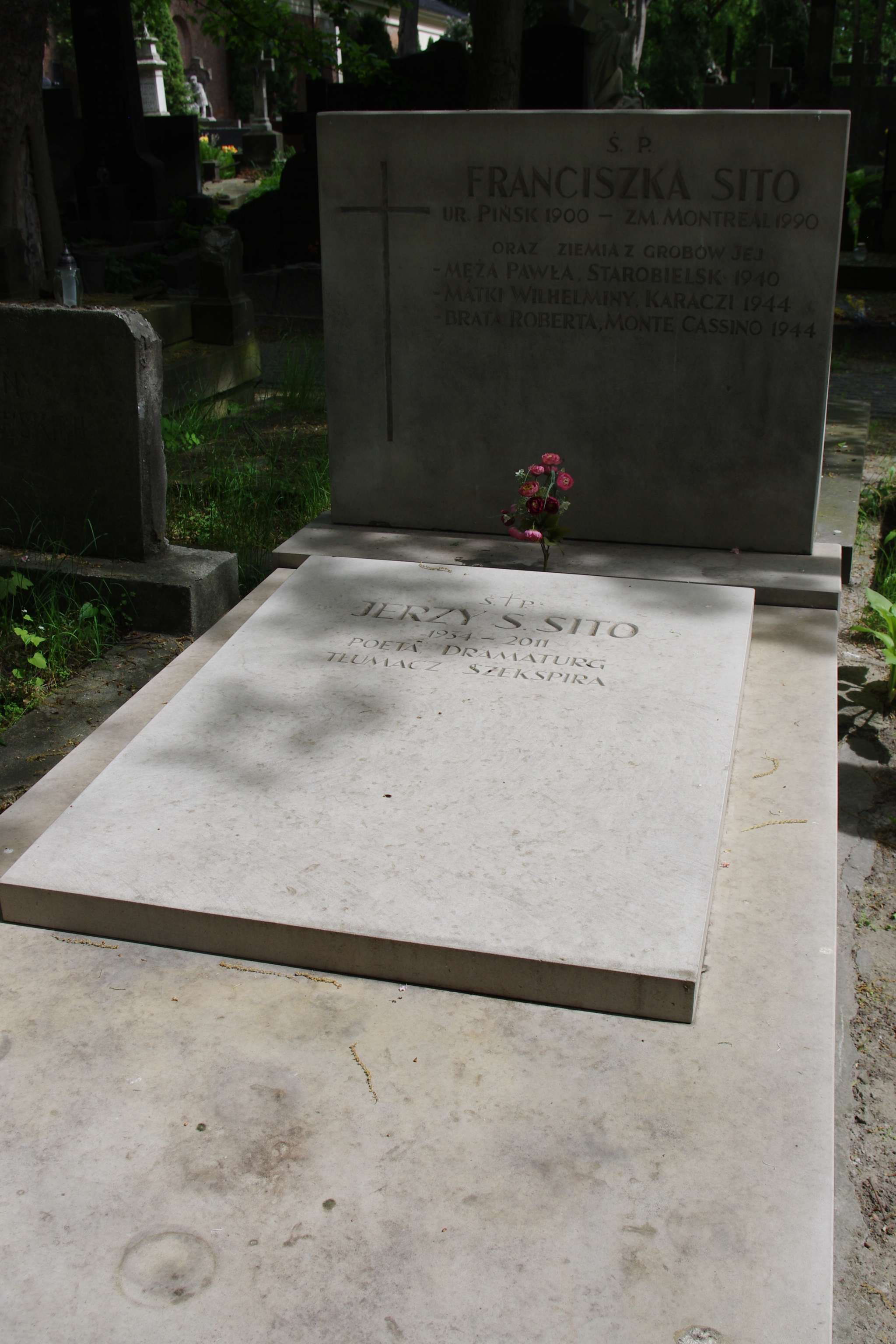
Grób Jerzego S. Sito na cmentarzu Powązkowskim w Warszawie

Od 1974 był wiceprezesem Klubu Dramatopisarzy Polskich. W 1977 otrzymał Nagrodę Młodych im. Włodzimierza Pietrzaka, a rok później nagrodę Polskiego PEN Clubu za przekłady poezji angielskiej.
W 1976 podpisał Memoriał 101 wyrażający protest przeciw projektowanym zmianom w konstytucji PRL. W latach 80. działał w opozycji demokratycznej. Był członkiem Międzynarodowego Instytutu Teatralnego (ITI), w latach 1979–1981 był wiceprezesem, a w 1981–1985 prezesem Międzynarodowego Komitetu Dramatopisarzy ITI.
Od 1990 przez rok był prezesem Spółdzielni Wydawniczej „Czytelnik”. W 1991 został mianowany ambasadorem Polski w Danii. Funkcję tę pełnił przez 6 lat. W latach 1997–1999 był wiceprezesem Polskiego PEN Clubu.
W 2009 otrzymał medal ZAiKS-u.
Zmarł w wieku 77 lat w jednym z warszawskich szpitali w Warszawie. Został pochowany na cmentarzu Powązkowskim w Warszawie (kwatera 168-2-14). 
Został pośmiertnie odznaczony Krzyżem Oficerskim Orderu Odrodzenia Polski za „wybitne zasługi dla kultury polskiej oraz za osiągnięcia w twórczości literackiej”. 
Jego syn Paweł jest dziennikarzem związanym obecnie z radiem Tok FM, syn Jakub – historykiem sztuki.

## Przekłady
- William Szekspir Romeo i Julia, Ryszard III, Hamlet, Otello, Poskromienie złośnicy, Burza, Koriolan, Wieczór Trzech Króli, Makbet
- T.S. Eliot Mord w katedrze
- Christopher Marlowe Edward II (1965), Doktor Faustus
- antologie: Poeci metafizyczni; Śmierć i miłość (angielscy poeci baroku)